# 초연중학교
초연중학교(草蓮中學校)는 대한민국 부산광역시 부산진구 초읍동에 있는 공립 중학교이다.

## 학교 연혁
- 1982년 12월 17일 : 초읍여자중학교 30학급 설립 인가
- 1983년 3월 1일 : 초대 지경한 교장 부임
- 1983년 3월 5일 : 개교 및 제1회 10학급 610명 입학식
- 2001년 3월 1일 : 학교명 변경 (초읍여자중학교→초연중학교)
- 2001년 12월 31일 : 디지털 도서실 설치
- 2003년 12월 3일 : 시교육청 지정 독서교육 중심학교 보고회
- 2010년 5월 3일 : 펜싱부 창단(남자 플뢰레)
- 2010년 11월 29일 : 부산광역시교육청 지정 영어 중점형 교과교실제 정책 연구학교 운영 보고회
- 2013년 5월 9일 : 선진형 교과교실제 개관식
- 2015년 3월 2일 : 자유학기제 운영
- 2017년 8월 30일 : 창의융합형 과학실 구축
- 2019년 11월 14일 : 학교공간혁신사업 대상학교 선정
- 2021년 2월 28일 : 블렌디드 사업. 공간혁신 사업 완료
- 2022년 2월 10일 : 제37회 졸업식(6학급 149명) (총 졸업생수 14,119명)
- 2022년 9월 1일 : 제17대 김애라 교장 부임
- 2023년 3월 2일 : 제41회 입학(6학급 176명)

## 참고 자료
- 초연중학교 - 한국교육학술정보원 학교알리미